# Jan Poortvliet
Jan Poortvliet (Arnemuiden, 21 september 1955) is een Nederlands voetbaltrainer en voormalig voetballer. Hij won als speler van PSV drie keer het Nederlandse landskampioenschap, twee keer de nationale beker en in 1977/78 de UEFA Cup. Poortvliet kwam negentien keer uit voor het Nederlands voetbalelftal, waarvoor hij één keer scoorde.

## Spelerscarrière
Poortvliet begon met voetballen bij VV Arnemuiden en werd op zestienjarige leeftijd opgenomen in de jeugd van PSV. Hier debuteerde hij in 1974 in het eerste elftal. Poortvliet werd in de seizoenen 1974/75, 1975/76 en 1977/78 met PSV kampioen in de Eredivisie en won in 1973/74 en 1975/76 de KNVB beker met de Eindhovense club. Hij won in het seizoen 1977/78 de UEFA Cup met PSV, de eerste Europese prijs in de clubhistorie.  In 1983 verliet hij PSV en ging hij spelen bij Roda JC. Hierna speelde hij nog betaald voetbal voor Nîmes Olympique, Antwerp FC, AS Cannes, Eendracht Aalst en VC Vlissingen/VCV Zeeland.

### Clubstatistieken
| Seizoen | Club            | Competitie     | wed. | goals |
| ------- | --------------- | -------------- | ---- | ----- |
| 1974/75 | PSV             | Eredivisie     | 1    | 0     |
| 1975/76 | PSV             | Eredivisie     | 31   | 2     |
| 1976/77 | PSV             | Eredivisie     | 33   | 1     |
| 1977/78 | PSV             | Eredivisie     | 34   | 6     |
| 1978/79 | PSV             | Eredivisie     | 34   | 5     |
| 1979/80 | PSV             | Eredivisie     | 27   | 5     |
| 1980/81 | PSV             | Eredivisie     | 30   | 7     |
| 1981/82 | PSV             | Eredivisie     | 34   | 10    |
| 1982/83 | PSV             | Eredivisie     | 33   | 4     |
| 1983/84 | PSV             | Eredivisie     | 7    | 1     |
| 1983/84 | Roda JC         | Eredivisie     | 20   | 1     |
| 1984/85 | Nîmes Olympique | Division 2     | 34   | 4     |
| 1985/86 | Nîmes Olympique | Division 2     | 31   | 9     |
| 1986/87 | Nîmes Olympique | Division 2     | 32   | 2     |
| 1987/88 | Antwerp FC      | Eerste klasse  | 34   | 7     |
| 1988/89 | AS Cannes       | Division 1     | 36   | 3     |
| 1989/90 | Eendracht Aalst | Tweede klasse  | 20   | 3     |
| 1990/91 | VC Vlissingen * | Eerste divisie | 37   | 3     |
| 1991/92 | VCV Zeeland *   | Eerste divisie | 23   | 1     |

*VC Vlissingen en VCV Zeeland zijn twee namen van dezelfde club

## Interlandcarrière
Poortvliet debuteerde op 20 mei 1978 in het Nederlands voetbalelftal, in een met 1–0 gewonnen oefeninterland in en tegen Oostenrijk. Hij speelde zes wedstrijden voor Oranje op het WK 1978, waaronder de verloren finale tegen Argentinië. Hij deed ook één wedstrijd mee op het EK 1980. Poortvliet speelde in totaal negentien interlands. Hij maakte op 26 september 1979 zijn enige doelpunt als international, de enige goal van de wedstrijd tijdens een oefeninterland thuis tegen België.

## Trainerscarrière
Poortvliet bleef na zijn actieve carrière in het voetbal werken als coach. Hij werd in het seizoen 1996 voor het eerst aangesteld als hoofdtrainer, bij het toen in de Eerste divisie spelende RBC. De club ontsloeg hem na iets meer dan een jaar. Poortvliet kreeg bijna drie jaar later een nieuwe kans van FC Den Bosch. Daarmee werd hij kampioen in de Eerste divisie. Na een periode als coach van Stormvogels Telstar ging hij aan de slag bij verschillende amateurelftallen.
Poortvliet keerde in juli 2007 terug als coach in het betaald voetbal bij Helmond Sport. Hiermee werd hij zevende in de Eerste divisie. De club wilde met hem door, maar hij vertrok naar Southampton. De Engelse club degradeerde dat jaar naar de League One. Poortvliet wachtte het einde van het seizoen niet af en vertrok in januari. Hij werd in juli 2009 coach van FC Eindhoven, waarmee hij zich plaatste voor de play-offs 2010. Poortvliet werd daarna aangesteld bij Telstar en opnieuw bij FC Den Bosch. Na twee seizoenen bij de amateurs van VV GOES ging hij aan de slag als hoofdtrainer van het Chinese Qingdao Red Lions.
Vanaf seizoen 22/23 is hij hoofdtrainer bij de Eindhovense tweede klasser RPC.

## Erelijst
| UEFA Cup            | 1x | 1977/78                   |
| Kampioen Eredivisie | 3x | 1974/75, 1975/76, 1977/78 |
| KNVB beker          | 2x | 1973/74, 1975/76          |

## Persoonlijk
Poortvliet is de oom van international Jan Paul van Hecke.